# Puiforcat (entreprise)
Pour les articles homonymes, voir Puiforcat.
Puiforcat est une maison d'orfèvrerie fondée en 1820 à Paris par les frères Émile et Joseph-Marie Puiforcat, et leur cousin Jean-Baptiste Fuchs. La maison Puiforcat se spécialise plus tard dans l'orfèvrerie, par la création d'objets d’usage et d’art de style classique, Art déco et contemporain.
Puiforcat appartient au groupe Hermès depuis 1993.

## Histoire
La maison Puiforcat est fondée à Paris en 1820 par les frères Émile et Joseph-Marie Puiforcat avec leur cousin Jean-Baptiste Fuchs. C'est le gendre de ce dernier, Louis Victor Tabouret-Puiforcat, qui assure la succession en 1902, et c'est surtout grâce à son fils, Jean Puiforcat (1897-1945), l’un des maîtres de l’Art déco qui appliqua dans les années 1920 son esprit moderniste et sa rigueur géométrique au monde de l’orfèvrerie, qu'elle prendra sa notoriété avec des créations « modernistes ». L'entreprise est ensuite achetée en 1943 par Johannes Poncet, puis par Castille Investissement, une holding conjointe de Hermès et de Pochet aujourd'hui dissoute, avant de passer sous le contrôle intégral du groupe Hermès en 1993.
La collection de pièces d’orfèvrerie exceptionnelles des XVIIe siècle et XVIIIe siècle constituée par son père, Louis-Victor Puiforcat, a été achetée par Stavros Niarchos qui l'a offert en totalité au musée du Louvre à Paris.

## Savoir-faire

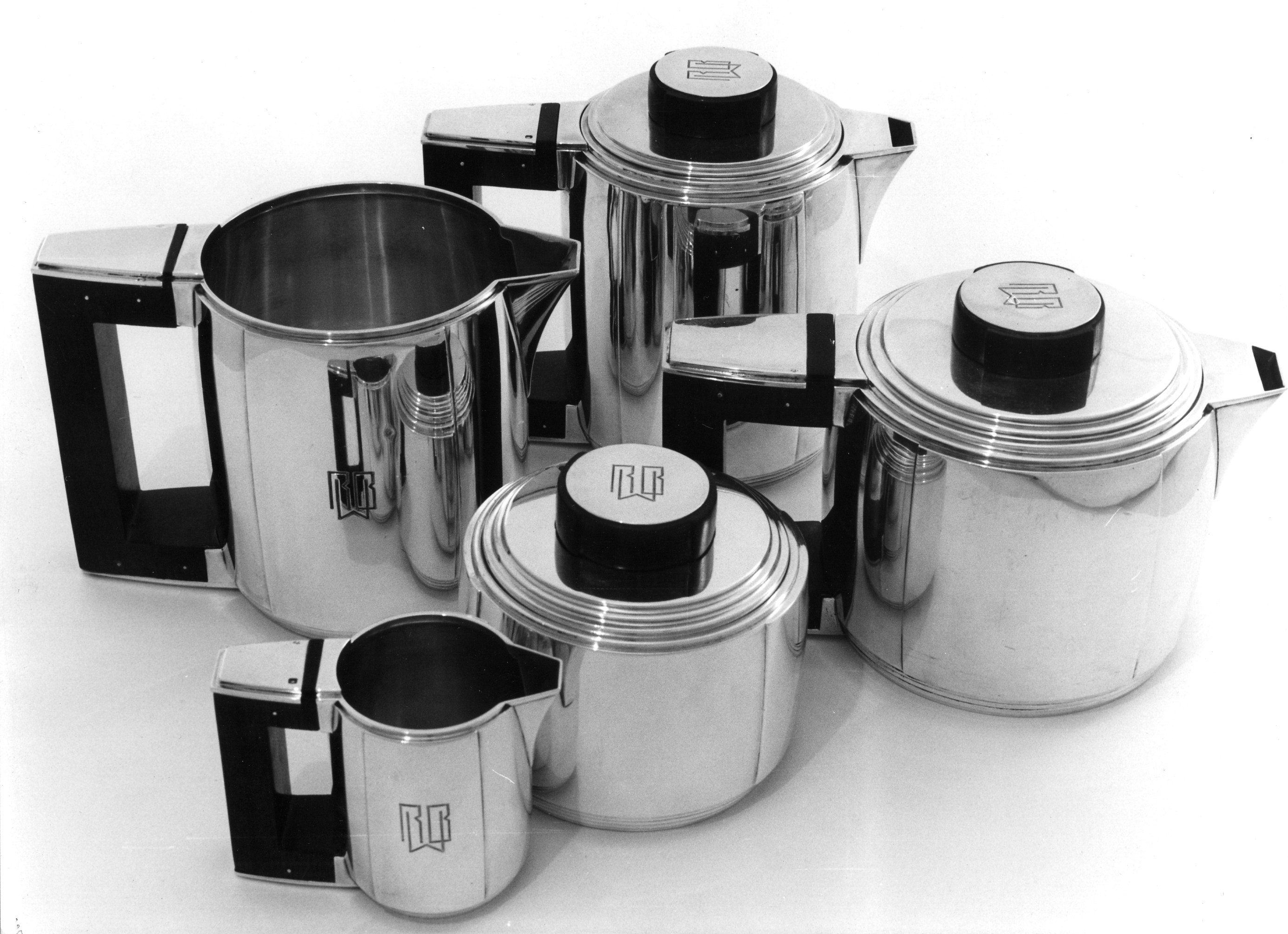
Puiforcat, service à thé Art Déco.

Dans l’atelier de Pantin, les quinze artisans de la maison travaillent essentiellement l’argent massif. Les gestes et les outils s'y transmettent de génération en génération depuis la création de la coutellerie familiale en 1820.
L’élaboration de chaque pièce passe par différentes étapes de production : la mise en forme (avec le planage et le tour à repousser), le montage entre les mains de l’orfèvre, le polissage et l’avivage pour la finition. L’élaboration de certaines pièces a nécessité plus de 500 heures de travail.

## Collaborations
En 2000, le spécialiste des champagnes Bruno Paillard a collaboré avec la maison Puiforcat pour créer une timbale à champagne. En 2010, le designer Patrick Jouin conçoit  avec Puiforcat les couverts Zermatt, exposés au Museum of Arts and Design à New York.
En 2011, en collaboration avec le chef cuisinier Pierre Gagnaire et le designer Gabriele Pezzini, Puiforcat a produit la ligne « Les couteaux d’orfèvre ». En 2013, Puiforcat sort une collection de sept œuvres sculpturales, nommée Magnificat, et signée par les designers Paloma et Juan Garrido.